# Мейер, Хенни (полузащитник)
Хенни Мейер (нидерл. Hennie Meijer) — нидерландский футболист, игравший на позиции полузащитника, выступал за амстердамский «Аякс».

## Спортивная карьера
В июне 1941 года дебютировал за футбольный клуб «Аякс». В основном составе впервые сыграл 19 июня в матче против «Блау-Вита», который проходил в рамках чемпионата Амстердама. В начале сезона 1942/43 принимал участие в матчах турнира Кубок АРОЛ.
Первую игру в чемпионате Нидерландов провёл 6 сентября 1942 года против клуба «’т Гой» из Хилверсюма. На домашнем стадионе «Де Мер» его команда одержала победу со счётом 4:2. В последний раз в чемпионате выходил на поле 25 октября в домашнем матче с «Харлемом», сыграв на позиции левого полузащитника. Встреча завершилась победой гостей со счётом 0:2.
В конце мая 1944 года принял участие в нескольких выставочных матчах «Аякса», который был представлен в основном резервными игроками, включая Вима Геркинга, Йопа Келлера и Вима Класена.